# Amati Kraslice
Amati Kraslice ist ein tschechischer Hersteller von Blasinstrumenten mit Sitz in Kraslice, einem historischen Zentrum des Musikinstrumentenbaus im Musikwinkel.

## Geschichte

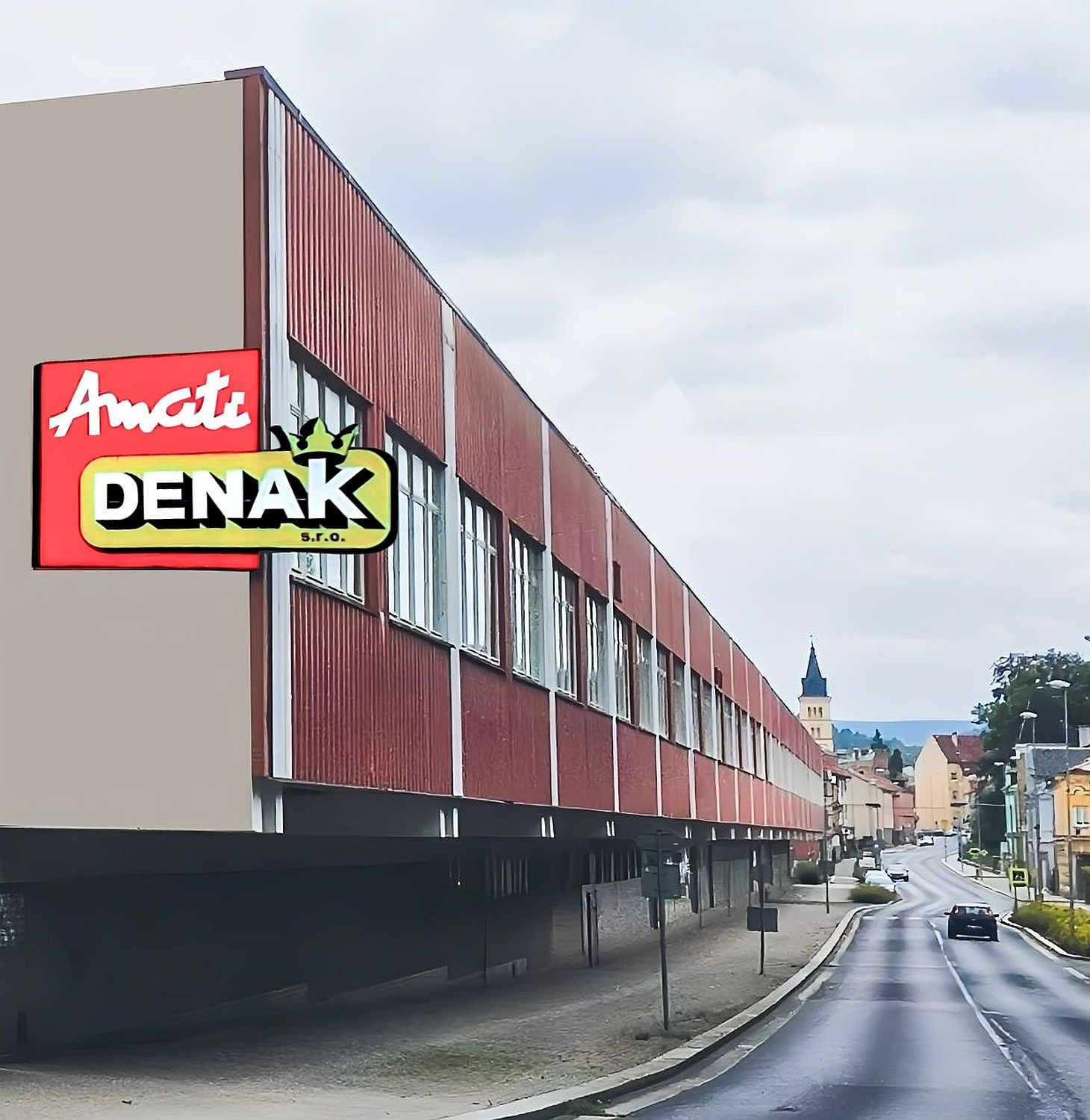
Fabrik in Kraslice, von Süden gesehen

Amati wurde im September 1945 als Genossenschaft gegründet. Im Zuge der Vertreibung der deutschen Instrumentenbauer nach Kriegsende aus Graslitz wurden die dort ansässigen Manufakturen unter dem Dach von „Amati“ zusammengefasst, diejenigen in Schönbach unter dem Namen „Cremona“. Die Firmennamen spielten auf traditionsreiche italienische Geigenbauer an (Amati und Cremona). Schönbach wurde seit dem 19. Jahrhundert das Cremona Österreichs genannt. Beide Unternehmen unterstanden später einer zentralen Handelsorganisation in Prag, die den Außenhandel führte. Für Exportprodukte wurden die deutschen Firmenzeichen teilweise beibehalten.
Drei Jahre später erfolgte 1948 im Zuge der Beneš-Dekrete die Verstaatlichung, in deren Verlauf dem Unternehmen andere traditionsreiche Firmen angegliedert wurden. Im Laufe der Zeit entwickelte sich der Ort zu einem Zentrum der tschechischen Produktion von Blas- und Perkussionsinstrumenten, letztere werden mittlerweile nicht mehr hergestellt.
1992 hatte Amati 1400 Mitarbeiter. Neben Kraslice gab es vier weitere Produktionsstandorte: Stříbro, Brünn (Blechblasinstrumente der Marke Josef Lidl), Hradec Králové (V. F. Červený & Synové) und Vejprty. Im Zuge der Privatisierung zur s.r.o im Jahr 1993 gab man dem Firmennamen den Zusatz Denak (Dechové nástroje Kraslice = Blasinstrumente Kraslice). 1994 schenkte der damalige tschechische Präsident Václav Havel seinem US-amerikanischen Amtskollegen Bill Clinton ein Amati-Tenorsaxophon, auf dem Clinton im Prager Jazzclub Reduta spielte.

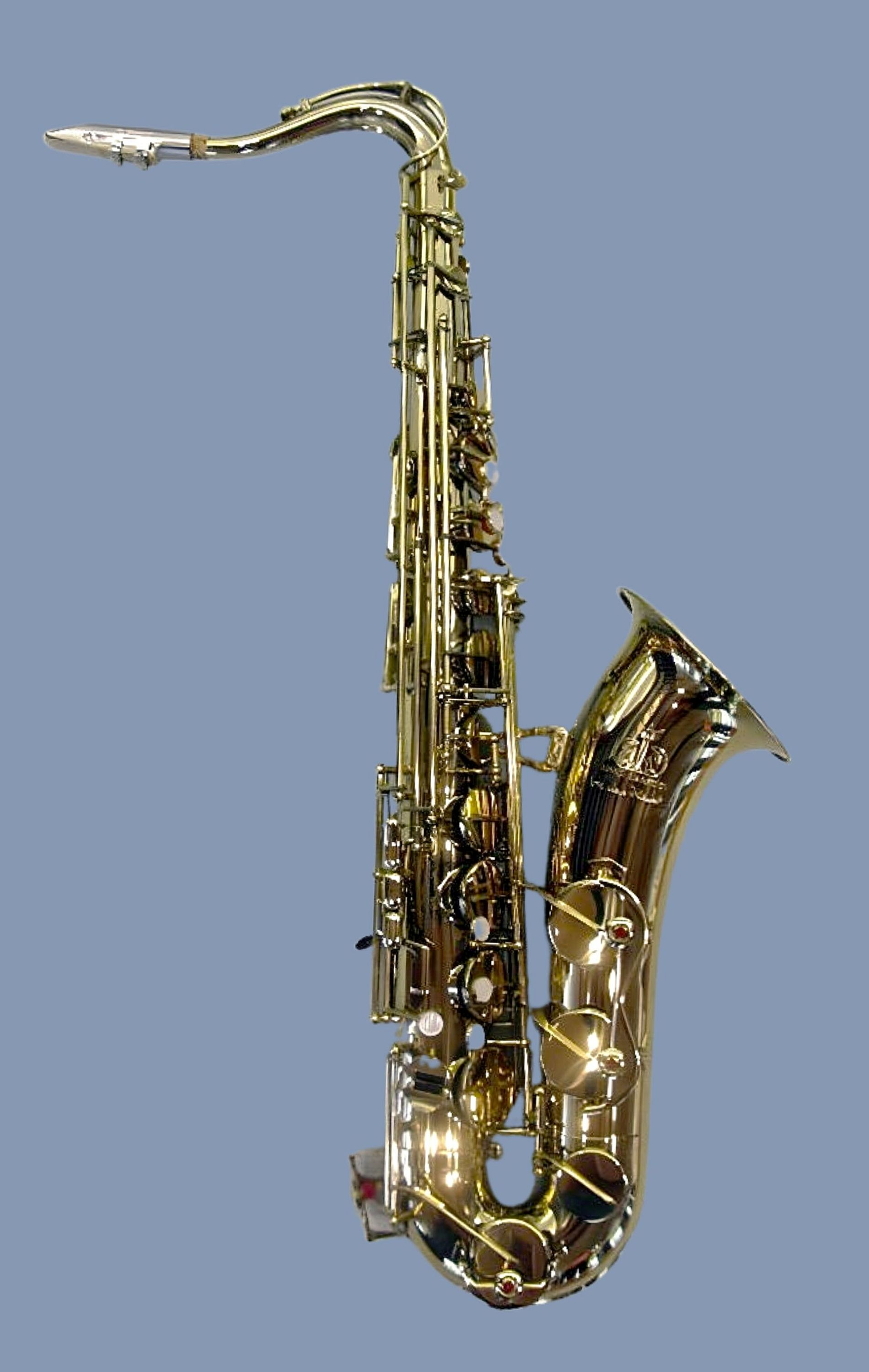
Bill Clintons von Václav Havel geschenktes Amati-Tenorsaxophon

Das Unternehmen war bis 2021 im Besitz der britischen Firma Geneva BrassWind, der Rest gehörte dem Unternehmer Jiří Štípek. 2019 machte das Unternehmen einen Umsatz von umgerechnet 4 Millionen Euro. Im Herbst 2019 meldete Amati-Denak Insolvenz an. Es war zu diesem Zeitpunkt mit umgerechnet 7,3 Millionen Euro verschuldet. Im Frühjahr 2020 wurde das Insolvenzverfahren eröffnet. Die Produktionsstätte in Hradec Králové wurde geschlossen.
2021 wurde das Unternehmen mit dem alleinigen Standort Kraslice in einer öffentlichen Auktion von der dem Unternehmer Roman Staněk gehörenden Firma Unternehmen RIQ Investments, Brünn, für umgerechnet eine Million Euro erworben. Der Wert des Unternehmens war wesentlich höher geschätzt worden. Staněk investierte in das Unternehmen mehr als 100 Millionen Kronen und wandelte es mit dem Firmennamen Amati Kraslice in eine Produktionsgenossenschaft um. Während das Unternehmen in den 1980er-Jahren etwa 1800 Beschäftigte zählte, waren es nach der Übernahme durch Staněk etwa 60, Mitte 2023 gut 100.

## Produkte
Das Unternehmen zählt mit seiner Instrumentenproduktion neben Buffet Crampon und Selmer zu den drei größten Betrieben seiner Art in Europa. Es beherbergt die Marken Amati, Stowasser und V. F. Červený & Synové, wobei letztere (mit eigenem Produktionsstandort in Hradec Králové bis 2020) hinsichtlich der Sortimentsbreite der weltweit größte Produzent von Zylinderinstrumenten ist.
An Holzblasinstrumenten fertigt Amati Klarinetten, Fagotte, Kontrafagotte und Saxophone. Umfangreicher ist das Programm an Blechblasinstrumenten, es umfasst: Kornette, Trompeten, Flügelhörner, Tenorhörner, Baritonhörner, Euphonien, Posaunen und Zugposaunen, Waldhörner, Tuben und Susaphone.
Amati stellt Klarinetten mit deutschem und französischem Griffsystem her (Oehler-System bzw. Böhm-System). Mit deutschem System werden angeboten: Zwei Modelle in B, ein Modell in Hoch-Es, zwei Modelle in Tief-G, ferner eine kurze Bassklarinette in B bis Tief-Es und zwei lange bis Tief-C reichend. Mit französischem System werden hergestellt: zwei Modelle in B, drei in A, zwei in C, drei in Hoch-Es, eine Alt-Klarinette in Tief-Es sowie eine kurze Bassklarinette und zwei lange.
Die Firma vertreibt ihre Produkte in Tschechien und mehr als 50 weiteren Ländern.